# Gabriele Reich (Apothekerin)
Gabriele Reich (* 23. März 1956) ist eine deutsche Apothekerin und Dozentin an der Universität Heidelberg.

## Werdegang
Gabriele Reich studierte Pharmazie und ist approbierte Apothekerin und Fachapothekerin für Pharmazeutische Technologie. Sie promovierte von 1980 bis 1983 an der Albert-Ludwigs-Universität Freiburg im Fach Pharmazeutische Technologie über Weichgelatinekapseln zum Dr. rer. nat.
Sie ist Akademische Direktorin am Institut für Pharmazie und Molekulare Biotechnologie an der Fakultät für Biowissenschaften der Universität Heidelberg und arbeitet in der Abteilung für Pharmazeutische Technologie und Biopharmazie. Daneben ist sie Gleichstellungsbeauftragte der Fakultät für Biowissenschaften und Erasmus-Fachkoordinatorin Pharmazie der Uni Heidelberg. Innerhalb der Arbeitsgemeinschaft für Pharmazeutische Verfahrenstechnik (APV) gehört sie zur Fachgruppe Feste Arzneiformen.

## Arbeitsgebiete
Die Arbeitsgruppe von Gabriele Reich, die zum Arbeitskreis von Gert Fricker gehört, beschäftigt sich u. a. mit der Herstellung und Shell-Fill-Interactions von Weichgelatinekapseln, Process Analytical Technology (PAT) und Quality by Design (QbD) im Rahmen verschiedener Projekte, Nahinfrarotspektroskopie (NIRS) und Chemometrie sowie  Biopolymere.
In Zusammenarbeit mit der European Compliance Academy (ECA) organisiert sie u. a. The Heidelberg PAT Conference, der internationale Bedeutung zukommt, wie u. a. die Anwesenheit von Fachleuten der Food and Drug Administration (FDA) zeigt.
Die Universität Heidelberg gilt als die einzige Hochschule weltweit, die über die Möglichkeit der maschinellen Herstellung von Weichkapseln in großem Umfang zu wissenschaftlichen Zwecken verfügt.